# 28e division de réserve (Empire allemand)
Pour les articles homonymes, voir 28e division d'infanterie.
La 28e division de réserve est une unité de l'armée allemande qui participe lors de la Première Guerre mondiale aux principales batailles du front de l'Ouest.

## Première Guerre mondiale

### Composition

#### Composition à la mobilisation - 1915
- 55e brigade d'infanterie de réserve

109e régiment d'infanterie de réserve
110e régiment d'infanterie de réserve
9e bataillon de chasseurs à pied de réserve
- 56e brigade d'infanterie de réserve

111e régiment d'infanterie de réserve
40e régiment d'infanterie de réserve
14e bataillon de chasseurs à pied de réserve
- 8e régiment de dragons de réserve
- 29e régiment d'artillerie de campagne de réserve (9 batteries)
- 1re et 2e compagnies de réserve du 13e bataillon de pionniers

#### 1916
- 55e brigade d'infanterie de réserve

109e régiment d'infanterie de réserve
110e régiment d'infanterie de réserve
111e régiment d'infanterie de réserve
- 8e régiment de dragons de réserve
- 28e régiment d'artillerie de campagne de réserve (6 batteries)
- 29e régiment d'artillerie de campagne de réserve (6 batteries)
- 1re et 2e compagnies de réserve du 13e bataillon de pionniers

#### 1917
- 55e brigade d'infanterie de réserve

109e régiment d'infanterie de réserve
110e régiment d'infanterie de réserve
111e régiment d'infanterie de réserve
- 3 escadrons du 22e régiment de dragons
- 29e régiment d'artillerie de campagne de réserve (9 batteries)
- 328e bataillon de pionniers

#### 1918
- 55e brigade d'infanterie de réserve

109e régiment d'infanterie de réserve
110e régiment d'infanterie de réserve
111e régiment d'infanterie de réserve
- 3 escadrons du 22e régiment de dragons
- 29e régiment d'artillerie de campagne de réserve (9 batteries)
- 2e bataillon du régiment d'artillerie à pied de la Garde (7e et 9e batteries)
- 328e bataillon de pionniers

### Historique
Au déclenchement du conflit, la 28e division de réserve forme avec la 26e division de réserve le XIVe corps de réserve rattaché à la VIIe armée allemande.

## Chefs de corps
| Grade           | Nom                       | Date                             |
| --------------- | ------------------------- | -------------------------------- |
| Generalleutnant | Curt von Pavel            | 2 août 1914 - 3 janvier 1916     |
| Generalleutnant | Ferdinand von Hahn        | 4 janvier 1916 - 4 février 1917  |
| Generalleutnant | Alfred Ziethen            | 5 février - 7 octobre 1917       |
| Generalmajor    | August Bernhard von Geyso | 8 octobre - 13 décembre 1917     |
| Generalmajor    | Siegfried von Held        | 14 décembre 1917 - 24 avril 1918 |
| Generalleutnant | Constantin von Altrock    | 25 avril 1918 - 2 avril 1919     |